# 美々
美々（びび、7月19日 - ）は、日本の女性声優。ケンユウオフィス所属。東京都出身。

## 人物
以前はE-sprinGに所属していた。
特技は水泳、錠剤多量一気飲み。趣味はサーフィン、USA旅行。

## 出演

### テレビアニメ
2016年
- 91days（ヴァンノ・クレメンテ〈年少期〉）

2017年
- 忍たま乱太郎（茶店のおばさん）

2018年
- HUGっと!プリキュア（客）
- 中間管理録トネガワ（店のおばちゃん）
- うちのメイドがウザすぎる!（ショーキチ）

2019年
- おしりたんてい（2019年 - 2022年、カエルミドリコ）
- ブギーポップは笑わない（参列者）
- からくりサーカス（ゴルゴン）

2020年
- ギャルと恐竜（翔太の母）

2024年
- 七つの大罪 黙示録の四騎士（アジール）

### 劇場アニメ
- バースデー・ワンダーランド（2019年、老婆）
- 映画おしりたんてい 夢のジャンボスイートポテトまつり（2022年、カエルミドリコ）

### Webアニメ
- DEVILMAN crybaby（2018年、子供）

### 吹き替え

#### 映画
- 王様のためのホログラム（マハ）
- レポゼッション・メン（ローデシア）
- フィフス・エレメント（客室乗務員）
- ゼロの未来
- バンブルビー（アンバー[3]）
- ロスト・マネー 偽りの報酬（ベル〈シンシア・エリヴォ〉）
- ダウントン・アビー (映画)（ベリル・パットモア〈レズリー・ニコル〉[4]）
  - ダウントン・アビー/新たなる時代へ[5]
- ソー:ラブ&サンダー（ヘラ役者〈メリッサ・マッカーシー〉[6]）

#### ドラマ
- オレンジ・イズ・ニュー・ブラック（スーザン・“クレージー・アイズ”・ウォーレン〈ウゾ・アドゥーバ〉）
- ウェントワース女子刑務所（リタ・コナーズ〈リア・パーセル〉）
- TRUE DETECTIVE/二人の刑事（キャスリーン[7]）
- ダウントン・アビー（ベリル・パットモア〈レズリー・ニコル〉）
- 宿敵 因縁のハットフィールド&マッコイ[8]
- デクスター 〜警察官は殺人鬼 シーズン8（ミラー[9]）
- 新ビバリーヒルズ青春白書（ケアー夫人）
- 殺人の足跡 マーダーランド
- WITHOUT A TRACE/FBI 失踪者を追え! シーズン6（マリー）
- 天使の誘惑（ファン会長の妻）
- ダメージ
- グッドラックチャーリー（ヴィーナ）
- HEROES（ハマー看護師）
- FLASH POINT シーズン2（リア）
- デスパレートな妻たち（バネッサ）
- ゴースト 〜天国からのささやき（女医師）
- シークレット・アイドル ハンナ・モンタナ
- チャーリー・シーンのハーパー★ボーイズ

#### アニメ
- アーリーマン 〜ダグと仲間のキックオフ!〜
- アングリーバード2（デビー[10]）
- ザ・スター はじめてのクリスマス
- トロールズ ミュージック★パワー（レッグスリー[11]）
- モンスター・ホテル クルーズ船の恋は危険がいっぱい?!（出会い系アプリ魔女[12]）

### ボイスオーバー
- ダーティハリー（ホットメリー）
- アメリカお宝鑑定団ポーンスターズ（ペニー）
- UFOハンターズ（ジェニファー・カベロ）

### その他
- 格闘王国×OGGch杯 オンラインゲーム大会（実況MC）